# Tarczyn
Tarczyn là một thị trấn thuộc huyện Piaseczyński, tỉnh Mazowieckie ở trung-đông Ba Lan. Thị trấn có diện tích 5 km². Đến ngày 1 tháng 1 năm 2011, dân số của thị trấn là 3919 người và mật độ 749 người/km².